# هات پینک (آلبوم)
هات پینک (انگلیسی: Hot Pink) دومین آلبوم استودیویی خواننده و رپر آمریکایی دوجا کت است. این آلبوم در ۷ نوامبر ۲۰۱۹ توسط کموسیب منتشر شد. این آلبوم با جدا شدن از سبک دنس‌هال و سایکدلیک آلبوم آغازین او امالا (۲۰۱۸)، یک اثر پاپ، آراندبی و فانک شامل عناصر موسیقی سول است. دوجا کت تمام قطعه‌ها را خودش در کنار ترانه‌نویس‌ها و تهیه‌کنندگان آلبوم نوشت.
این آلبوم برای ادغام ژانرهای مختلف، بازخوردهای به‌طور کلی مطلوبی از منتقدان موسیقی دریافت کرد. هات پینک با شمارهٔ ۹۳ در جدول بیلبورد ۲۰۰ ایالات متحده آغاز به کار کرد. یک هفته بعد، هات پینک به شمارهٔ ۱۹ رسید. پس از آن، آلبوم در موقعیت جدید خود یعنی در شمارهٔ ۹ جدول رسید و به نخستین ۱۰تای برتر او در این جدول تبدیل شد. این آلبوم شامل تک‌آهنگ «بگو پس» است که پس از انتشار یک ریمیکس به همراه نیکی میناژ، به رتبه نخست جدول ۱۰۰ تک‌آهنگ داغ بیلبورد ایالات متحده رسید.